# Hamopontonia
Hamopontonia is een geslacht van kreeftachtigen uit de klasse van de Malacostraca (hogere kreeftachtigen).

## Soorten
- Hamopontonia corallicola Bruce, 1970
- Hamopontonia essingtoni Bruce, 1986
- Hamopontonia fungicola Marin, 2012
- Hamopontonia physogyra Marin, 2012